# Phelsuma mutabilis
Phelsuma mutabilis là một loài thằn lằn trong họ Gekkonidae. Loài này được Grandidier mô tả khoa học đầu tiên năm 1869.